# Chiềng Pấc
Xã Chiềng Pấc
thuộc huyện Thuận Châu, tỉnh Sơn La có tọa độ địa lý: 21°23′59″ vĩ độ Bắc,
103°46′2″ kinh độ Đông với diện tích 20,27 km².Tổng
dân số: 4.466 người, với 991 hộ (2014)